# 小行星1385
小行星1385（1385 Gelria）是一颗绕太阳运转的小行星，为主小行星带小行星。该小行星于1935年5月24日发现。
該小行星以荷蘭海爾德蘭省命名。

## 轨道参数
小行星1385的轨道半长轴为2.7399100 UA，离心率为0.108。